# تشيما دي بيان غوارني
تشيما دي بيان غوارني (بالإنجليزية: Cima de Pian Guarnei)‏ هو أحد جبال سلسلة جبال الألب ليبونتيني وجزء من القمة الأم بيز كوربيت يقع في لومبارديا, إيطاليا وكانتون غراوبوندن, سويسرا. يبلغ ارتفاع الجبل حوالي 3015 متر، بينما يبلغ ارتفاع نتوء الجبل 100 متر.